# Голубой портрет
«Голубой портрет» — советский художественный фильм 1976 года производства киностудии «Мосфильм».

## Сюжет
Рассказ о маленьком мечтателе, о лете 1961 года, о первой симпатии к девочке.

## В ролях
- Дарья Михайлова — Таня
- Валерий Савищев — Алёша
- Варвара Сошальская-Розалион — бабушка Тани
- Юрий Назаров — отец Алёши
- Дмитрий Самодумов — Витя
- Виталий Ерихов — Геник
- Тамара Совчи — мать Тани
- Кирилл Столяров — Валентин, отец Тани
- Виктор Шульгин — Павел Кузьмич

## Съёмочная группа
- Автор сценария: Александр Александров
- Режиссёр: Геннадий Шумский
- Композитор: Исаак Шварц
- Оператор: Дмитрий Коржихин
- Художник-постановщик:  Людмила Кусакова